# آسیاب زنبیل
آسیاب زنبیل مربوط به اواخر دوره قاجار است و در یزد، صفائیه، خیابان عدالت، روبروی تالار فرهنگیان یزد واقع شده و این اثر در تاریخ ۲۲ مرداد ۱۳۸۴ با شمارهٔ ثبت ۱۳۰۲۸ به‌عنوان یکی از آثار ملی ایران به ثبت رسیده است.